# دهستان ماسبی
ماسپی، دهستانی است از توابع بخش مرکزی شهرستان آبدانان در استان ایلام ایران،که مردمان این دیار از اصیل‌ترین مردمان کرد این منطقه بوده اند

## جمعیت
براساس سرشماری سال ۱۳۸۵ جمعیت آن ۲٬۷۲۷ نفر (۵۱۵ خانوار) بوده‌است.